# 郭守乾
郭守乾（1526年—1560年），字象清，号一亭。明初軍事將領郭英七世孙，郭勋长子:76。第七位武定侯。
其父郭勋袭封武定侯，进太师、翊国公。生母赵氏称翊国太夫人，是郭勋的第三位妻子:229。郭守乾生于嘉靖五年（1526年）六月二十七日。十六岁时，其父郭勋死于狱中。郭守乾与两个弟弟郭守元、郭守亨，闭户潜修。嘉靖二十九年（1550年），袭父爵武定侯:73—76。
嘉靖三十三年（1554年），推中府僉事。第二年，丁母憂。嘉靖三十五年（1556年），晋掌本府事（左军都督府掌府事）。嘉靖三十九年（1560年）四月十三日，郭守乾病逝，年三十五岁（虚岁）。葬于北京西直门外广源闸的祖坟。1982年，郭守乾和元配谭氏的墓志在海淀区中国青年政治学院南墙外理化工地出土:76—78。

## 家庭
- 元配谭氏，新宁伯谭纶之女[3][4]，封武定侯夫人，先郭守乾逝世。生长子郭大诚和一女[1]:77。
- 继配黄氏，锦衣卫千户黄钺之女，先郭守乾逝世，生第二子郭大训[1]:77。
- 妾室某氏，生第三子郭大评[1]:77。